# Zabytki w Piasecznie
Zabytki w Piasecznie – lista obejmująca zabytki nieruchome położone na terenie Piaseczna oraz gminy Piaseczno.
Pierwszą piaseczyńską nieruchomością wpisaną do rejestru zabytków jest zespół kościoła parafii św. Anny (w 1959). Najstarsze fragmenty świątyni pochodzą z II połowy XVI wieku; jest to również najstarszy zabytek w tym mieście. Najmłodszym zabytkiem jest stacja kolejowa wybudowana w 1934 (uznana za zabytek w 2014), najpóźniej zaś na liście znalazła się willa „Besserówka” z 1909, która wpisana została do rejestru w 2015.
W bezpośrednim sąsiedztwie Piaseczna znajduje się również zabytkowy cmentarz parafii rzymskokatolickiej (dawniej ewangelicko-augsburski; w 1979 przekazany parafii pw. Zesłania Ducha Świętego) z I poł. XIX w. położony przy ul. Słonecznej w Starej Iwicznej.

## Zabytki w Piasecznie
| Nazwa obiektu | Numer w rejestrze zabytków | Data wpisania do rejestru | Data powstania | Adres | Zdjęcie |
| --- | -------------------------- | ------------------------- | --- | --- | ------- |
| zespół kościoła parafialnego: - kościół św. Anny - dzwonnica drewniana - plebania | 1078/202                   | 17 listopada 1959         | - kościół: II poł. XVI w. - dzwonnica: I poł. XIX w. - plebania: XVIII/XIX w. | pl. Piłsudskiego 10 |         |
| cmentarz rzymskokatolicki wraz z kaplicą oraz ogrodzeniem z bramą | 1324                       | 2 lutego 1991             | I poł. XIX - XX | ul. Kościuszki 1 |         |
| cmentarz żydowski | 1409                       | 2 lutego 1992             | 1869 | ul. Tuwima |         |
| ratusz | 1080/368/62                | 5 marca 1962              | poł. XIX w. | pl. Piłsudskiego 1 |         |
| budynek dworca kolejowego | A-1239                     | 9 czerwca 2014            | 1934 | ul. Dworcowa 9 |         |
| zespół „Poniatówka”: - internat „Poniatówka” - internat nr 2 - dom mieszkalny - park (zieleń otaczająca budynki) | 1184-A                     | 30 lipca 1981             | XIX-XX w. | zespół położony na skraju parku miejskiego przy ul. Chyliczkowskiej 20: - internat „Poniatówka”: ul. Chyliczkowska 20e - internat nr 2: ul. Chyliczkowska 20b - dom mieszkalny: ul. Chyliczkowska 20c |         |
| dom | 1185-A                     | 30 lipca 1981             | 1907 | ul. Czajewicza 23 |         |
| willa „Besserówka” | A-1320                     | 21 września 2015          | 1909 | ul. Kościuszki 53 |         |
| drewniana willa Zawadzkich | A-881                      | 6 listopada 2009          | 1929 | ul. Królowej Jadwigi 11 |         |
| dworek z ogrodem | 1241-A                     | 22 lutego 1984            | poł. XIX w. | ul. Pólko 1 |         |
| willa „Choinka” z ogrodem | 1439-A                     | 20 lipca 1990             | 1925-1930 | ul. Przesmyckiego 38 |         |
| willa z ogrodem | 1318-A                     | 8 kwietnia 1989           | ok. 1900 | ul. Przesmyckiego 39 |         |
| willa z ogrodem | A-932                      | 29 kwietnia 1999          | 1930 | ul. Staszica 13 |         |
| zespół dworców kolejowych Grójeckiej Kolei Dojazdowej: - Piaseczno Miasto Wąskotorowe: dworzec, perony, pompownia ze studnią, magazyn służby drogowej, lokomotywownia – hala główna, hala napraw bieżących, kotłownia, kuźnia, stolarnia, hala maszyn - Piaseczno Przemysłowe: dworzec kolejowy, rampa czołowa i przeładunkowa - Piaseczno Wiadukt: perony | 1586-A                     | 17 czerwca 1994           | - Piaseczno Miasto Wąskotorowe – dworzec: 1925; plac postojowy przed nim i prowadząca do niego ulica, perony przydworcowe, pompownia ze studnią kopaną: 1947 - Piaseczno Przemysłowe – dworzec: 1945; rampy: 1951 | |         |
| willa „Siedziba” z ogrodem | A-907                      | 2 marca 2010              | 1920 | ul. Anny Jagiellonki 8/10 |         |
| willa z ogrodem | 1313                       | 4 listopada 1987          | 1928-1929 | ul. Jodłowa 2 |         |

## Byłe zabytki w Piasecznie
| Nazwa obiektu                                                                            | Numer w rejestrze zabytków | Data wpisania do rejestru | Data usunięcia z rejestru | Data powstania | Adres         | Zdjęcie |
| ---------------------------------------------------------------------------------------- | -------------------------- | ------------------------- | ------------------------- | -------------- | ------------- | ------- |
| układ urbanistyczny miasta-ogrodu: - Miasto Las Zalesie - Adamów Zalesie - osada Borówka | 1024                       | 28 września 2010          | 24 kwietnia 2014          | po 1920        | Zalesie Dolne |         |

## Zabytki w gminie Piaseczno

### Gołków
| Nazwa obiektu                                                 | Numer w rejestrze zabytków | Data wpisania do rejestru | Data powstania                        | Adres | Zdjęcie |
| ------------------------------------------------------------- | -------------------------- | ------------------------- | ------------------------------------- | ----- | ------- |
| zespół dworca Grójeckiej Kolei Dojazdowej: - dworzec - perony | 1586-A                     | 17 czerwca 1994           | - dworzec: ok. 1925 - perony: po 1912 |       |         |

### Henryków-Urocze
| Nazwa obiektu     | Numer w rejestrze zabytków | Data wpisania do rejestru | Data powstania | Adres           | Zdjęcie |
| ----------------- | -------------------------- | ------------------------- | -------------- | --------------- | ------- |
| drewniana chałupa | 1200                       | 27 października 1982      | XIX/XX w.      | ul. Gromadzka 7 |         |

### Jazgarzew
| Nazwa obiektu | Numer w rejestrze zabytków | Data wpisania do rejestru | Data powstania                                                                     | Adres        | Zdjęcie |
| --- | -------------------------- | ------------------------- | ---------------------------------------------------------------------------------- | ------------ | ------- |
| zespół kościoła parafii Św. Rocha: - kościół św. Wawrzyńca Męczennika - cmentarz kościelny - ogrodzenie z bramą - plebania | A-960                      | 8 czerwca 2000            | - kościół, cmentarz kościelny, ogrodzenie z bramą: 1923-1928 - plebania: XIX/XX w. | ul. Główna 2 |         |

### Pęchery
| Nazwa obiektu       | Numer w rejestrze zabytków | Data wpisania do rejestru | Data powstania | Adres | Zdjęcie |
| ------------------- | -------------------------- | ------------------------- | -------------- | ----- | ------- |
| spichlerz drewniany | 1074/715/62                | 5 maja 1962               | XIX/XX w.      |       |         |

### Siedliska
| Nazwa obiektu   | Numer w rejestrze zabytków | Data wpisania do rejestru | Data powstania | Adres        | Zdjęcie |
| --------------- | -------------------------- | ------------------------- | -------------- | ------------ | ------- |
| willa z ogrodem | 1312-A                     | 17 lipca 1987             | 1906-1907      | Siedliska 43 |         |

### Wola Gołkowska
| Nazwa obiektu                                            | Numer w rejestrze zabytków | Data wpisania do rejestru | Data powstania | Adres | Zdjęcie |
| -------------------------------------------------------- | -------------------------- | ------------------------- | -------------- | ----- | ------- |
| zespół dworski: - dwór - dom ogrodnika - park ze stawami | A-1629                     | 10 czerwca 1997           | XVIII/XIX w.   |       |         |

### Wólka Pęcherska
| Nazwa obiektu                        | Numer w rejestrze zabytków | Data wpisania do rejestru | Data powstania | Adres                               | Zdjęcie |
| ------------------------------------ | -------------------------- | ------------------------- | -------------- | ----------------------------------- | ------- |
| cmentarz wojenny z I wojny światowej | 1448                       | 6 kwietnia 1994           | 1915           | rezerwat przyrody Biele Chojnowskie |         |

## Byłe zabytki w gminie Piaseczno
| Nazwa obiektu                                   | Numer w rejestrze zabytków | Data wpisania do rejestru | Data usunięcia z rejestru | Data powstania | Adres | Zdjęcie |
| ----------------------------------------------- | -------------------------- | ------------------------- | ------------------------- | -------------- | ----- | ------- |
| otoczenie zespołu dworskiego w Woli Gołkowskiej | A-1629                     | 10 czerwca 1997           | 1 czerwca 2015            | XVIII/XIX w.   |       |         |